# 361. Volksgrenadier-Division
Die 361. Volksgrenadier-Division war ein Großverband der deutschen Wehrmacht gegen Ende des Zweiten Weltkrieges.

## Divisionsgeschichte
Noch in der Aufstellungsphase der seit dem 25. August 1944 existierenden 569. Volksgrenadier-Division, wurde die Division am 21. September 1944 auf dem Truppenübungsplatz Wahn in die noch nicht aufgestellte 361. Volksgrenadier-Division umbenannt. Damit trat sie an die Stelle der am 5. August 1944 in der Nordukraine aufgeriebenen 361. Infanterie-Division. Die Aufstellung erfolgte durch den Wehrkreis VI mit Ersatzgestellung durch Münster.
Am 26. September 1944 wurde die Division für die weitere Aufstellung nach Zwolle verlegt und stand im Oktober 1944 bei Arnheim zur Verfügung der Heeresgruppe B, anschließend bis zur erneuten Auflösung im Februar 1945 zur Heeresgruppe G. Bei der 1. Armee war die Division im Gau Saarpfalz eingesetzt und kam u. a. beim Unternehmen Nordwind zum Einsatz. Nach der Wiederaufstellung 1945 kam die Division zur 25. Armee in der Heeresgruppe Nordwest in den Niederlanden.
Nach dem Einsatz der Division in der Saarpfalz wurde die Division im Februar 1945 aufgelöst, wobei die Reste zur 559. Volksgrenadier-Division kamen.

## Gliederung
- Grenadier-Regiment 951 mit zwei Bataillonen, aus dem Grenadier-Regiment 1165 der 596. Volksgrenadier-Division
- Grenadier-Regiment 952 mit zwei Bataillonen, aus dem Grenadier-Regiment 1166 der 596. Volksgrenadier-Division
- Grenadier-Regiment 953 mit zwei Bataillonen, aus dem Grenadier-Regiment 1167 der 596. Volksgrenadier-Division
- Divisions-Füsilier-Kompanie 361
- Artillerie-Regiment 361, aus dem Artillerie-Regiment 1569 der 596. Volksgrenadier-Division
- Divisions-Einheiten 361, aus den Divisions-Einheiten 1569 der 596. Volksgrenadier-Division

## Kommandeur
- Oberst/Generalmajor Alfred Philippi: von der Aufstellung bis zur Auflösung